# Берат (область)
Бера́т (алб. Qarku i Beratit) — одна из областей на юге Албании. Административный центр — Берат. Состоит из округов Берат, Кучова и Скрапари. Берат является частью Всемирного наследия ЮНЕСКО (вписанный в 2005 году в соответствии с критериями III и IV) площадь которого 136,2 акров. Он расположен в 123 км к югу от Тираны, столицы Албании.
Историческое, культурное и архитектурное наследие византийской эпохи и Османской империи убедительно представлено в многих памятниках, которые до сих пор хорошо сохранились и поддерживаются в таком состоянии в Берате. Он широко известен как «Город тысячи шагов», а также «город-музей.»

## История
Антипатрея (греч. Αντιπάτρεια) древнегреческий полис в области Эпир, в настоящее время Берат. Он был основан Кассандром как Антипатрея, который назвал её в честь своего отца Антипатра в 314 до н. э..Древнегреческие крепости и поселения по-прежнему видны сегодня. Племена Д. существовали в этой области…, еще в VI веке до н. э. Он была захвачена римлянами во II веке до н. э. Ливий (31.27.2) описывает Антипатрею как сильно укрепленный город который римляне разграбили и сожгли. Город состоял из двух укреплений на обоих берегах реки Осуми.
Исторические рукописи, такие как рукопись VI века Кодекс Beratinus, обнаруженная в 1868 году, и Кодекс Aureus, IX века на греческом языке. Рукописи рассказали много об истории региона; 76 из 100 рукописей которые хранятся в Национальном архиве Албании взяты из области Берат, с указанием её исторического значения.
Город Берат стал частью Византийской империи после падения Римской империи и, вместе с большей частью остального Балканского полуострова, он страдал от повторяющихся вторжений славянских народов и других племен. В Византийский период, он был известен как Pulcheriopolis "'.
Болгары под руководством Симеона I захватили город в IX веке и переименовали его в Белиград. Они были вытеснены в XI веке. В XIII веке, он вошел в Эпира правителем которого был Михаил Дука. В последней части XIII века Берат снова попал под контроль Византийской империи. В 1280—1281 годах, сицилийцы осадили Берат. В марте 1281, войско из Константинополя под командованием Михаила Тарханиота удалось отогнать осаждавших город сицилийцев. В 1335—1337, албанские племена вышли в район Берата.
Османская империя завоевала Берат в 1450 году после осады Берата и сохранили её в своем составе до 1912 года. Однако, Али-паша (1744—1822), албанский правитель, взяли Берат под свой контроль через политику, обмана, подкупа и смелых политических шагов и в конце концов признан султаном Османской империи. Он присоединил к своим владениям город в 1809 году…. Во время османского владычества, он был известен как Arnavut Belgradı , а затем под названием Берат.
В ранний период османского владычества, Берате происходил серьёзный спад. К концу XVI века в нём было только 710 домов. Однако, он начал восстанавливаться с XVII века и стал крупным центром ремесла в Османских Балканах, специализирующихся на резьбе по дереву. В XIX веке, Берат играет важную роль в албанском национальном возрождении. В ноябре 1944 года, коммунисты создали антифашистское правительство Национального совета освобождения Албании в Берате, которое возглавил Энвер Ходжа. В регионе активно действовало и антикоммунистическое формирование местного уроженца Абаса Эрменьи.

## География
Одна среди областей Албании, Берат не имеет границ с другими странами. Он граничит с Эльбасаном на севере, Корчей на востоке, с Гирокастрой на юге и Фиери на западе. Самая большая река Осым, протекает через город Берат и присоединяется к реке Молишт. Берат (известный как «Олимп» или «трон богов» горы, покрыты густыми сосновыми лесами, а город Берат расположен на ступенчатых террасах).
Географические образования региона часто упоминаются в местном фольклоре. Согласно легенде, гора Томори — это гигант, который боролся своим братом Шпирагом (алб. Shpiragu) в лице близлежащей горы, за любовь к молодой женщине. Два братья воевали за свою любовь и в конечном итоге убили друг друга. Легенда говорит о скорбящей женщине, ради которой они сражались, что плакала после их смерти; её слезы создали реку Осым. Она позже превратилась в камень, стала фундаментом, на котором замок Берат теперь построен. Горы видны из леса .
Климат в регионе средиземноморский, но меняется в зависимости от рельефа местности. Существуют разнообразные микроклиматы в том числе альпийский климат.Лето сухое, а сильные дожди идут в зимний период. Климатические условия вблизи Берат способствуют сельскому хозяйству и связанных с ним отраслей промышленности.»

### Административное деление
До административно-территориальной реформы 2015 года в состав области входили 3 округа:
| Округ    | Административный центр | Население, чел. (2010) | Территория, км² | Муниципалитеты |
| -------- | ---------------------- | ---------------------- | --------------- | --- |
| Берат    | Берат                  | 117 066                | 939             | Берат, en:Cukalat, en:Kutalli, en:Lumas, en:Otllak, en:Poshnjë, en:Roshnik, en:Sinjë, en:Tërpan, en:Ura Vajgurore,en:Velabisht, en:Vërtop. |
| Кучова   | Кучова                 | 34 907                 | 84              | Кучова, en:Perondi. |
| Скрапари | Чоровода               | 18 872                 | 775             | en:Bogovë, en:Çepan, en:Çorovodë, en:Gjerbës, en:Leshnjë, en:Poliçan, en:Potom, Qendër, en:Vëndreshë, en:Zhepë.                            |

Население — 141 944 чел. (2011), площадь — 1798 км².
Граничит с областями:
- Эльбасан на севере
- Корча на востоке
- Гирокастра на юге
- Фиери на западе